# Menophra conversaria
Menophra conversaria är en fjärilsart som beskrevs av Eugen Wehrli 1941. Menophra conversaria ingår i släktet Menophra och familjen mätare. Inga underarter finns listade i Catalogue of Life.